# 名偵探柯南：福爾摩斯的默示錄
《名偵探柯南：福爾摩斯的默示錄》（日语：名探偵コナン ホームズの黙示録），是日本漫画家青山剛昌所作漫画《名偵探柯南》的一个篇章。该篇章为原作漫画的第217個事件，后改编为动画第616话至第621话。在本系列中，柯南恢复成新一并和小兰告白，并结合多句福尔摩斯的名言解读暗号，最终成功阻止犯罪。后续剧情内容显示，在此期间赤井秀一的母亲玛丽被贝尔摩德喂下APTX4869，而柯南在球场上大喊的画面恰巧被世良真纯与玛丽看到。
《福爾摩斯的默示錄》自2010年8月18日开始在小学馆旗下的杂志《周刊少年Sunday》连载，该篇章从8月18日发售的《周刊少年Sunday》第36期连载至10月27日发售的第46期，共计10话。其中，前九话收录于2011年2月18日发行的《名侦探柯南》单行本第71卷，最后一话则收录于2011年6月17日发行的第72卷。
该篇章的动画版于2011年5月21日至6月25日分为六集在读卖电视台和日本电视台播出，由地紘仁执导，金崎贵臣，影山楙伦和大宙征基绘制分镜，收视率均位于播放当周第六。

## 剧情
江户川柯南、毛利兰和毛利小五郎三人被一位偶然相遇的英国富豪黛安娜女士邀请前去伦敦游玩。向来是个忠实的福尔摩斯迷的柯南急切地想要前往而苦于没有护照，便求助于灰原哀，遂取得两颗APTX4869解药，以便在往返程的飞机上恢复成工藤新一的模样，从而顺利通过海关检查。为了不让小兰发觉，他谎称自己乘坐另一航班前去，实际与阿笠博士一同乘坐同一航班的经济舱，避免与位于商务舱的小五郎和小兰相遇。
在贝克街221号B的福尔摩斯纪念馆门前，柯南遇到了一个名为阿波罗·格拉斯的男孩。据他所说，有一个神秘男子在温布尔登中央球场塞给了他一张写有暗号的纸，并告诉他伦敦的某处将会发生一起凶杀案，只有解开了暗号，才能阻止案件的发生，“如果怎么也解不开的话，就去交给福尔摩斯吧（If it never makes sense, leave it to Holmes…）”。在把暗号纸送往苏格兰场后得知，有很多少年也于不同场所收到了同样的暗号纸。
柯南为了解开暗号阻止犯罪发生而和阿笠博士开始了调查，留下小兰和小五郎参加黛安娜女士的宴请。另一边，放心不下此事的小兰也打电话给了新一，询问他暗号的事情。这时，大笨钟敲响了，柯南却不小心说漏了嘴，让小兰意识到新一正在伦敦。柯南躲进了路边的电话亭中，但小兰在路人的指点下也找到了电话亭。千钧一发时刻，柯南不得不提前服用了返程的解药。感觉自己受到了蒙骗的小兰流泪跑开，新一从后方追上，抓住了她的手臂。小兰知道新一在对她有所隐瞒，于是重复着米涅娃的话“Love is 0”。这时，新一终于向小兰表白，并让小兰转告米涅娃“0是一切的开始”。
翌日，小兰与小五郎在柯南的指引下开始解开暗号。柯南和阿笠博士则通过网络得知犯人的身份为哈迪斯·薩巴拉，其由于不满朋友催自己还钱又怂恿自己炒股以及医院不给哈迪斯的母亲做手术，而犯下多起爆炸案。小兰，小五郎和阿波罗·格拉斯在威斯敏斯特桥，象堡站，伦敦市政厅，聖瑪莉艾克斯30號大樓，圣詹姆斯宫和梅森瓷器店找到了对应的暗号，并得知预告犯罪的时间为星期六，地点位于温布尔登中央球场。
週六，柯南和阿波罗·格拉斯在温布尔登中央球场互换了门票以进场协助米涅娃。米涅娃通过用网球的落点表示盲文而传达出“GAME SET DEATH MOM”的信息，告知柯南犯人的目标是其母亲朱诺·格拉斯。其动机为米涅娃在去年的法网决赛上由于母亲朱诺没有到场而败北。哈迪斯则由于押米涅瓦赢赛损失惨重，由此对米涅娃和朱诺心生憎恨。最终，柯南在工藤夫妇的协助下接近了犯人，并利用米涅娃打来的网球将其制服。工藤夫妇还从灰原哀处带来了备用的APTX4869解药，让柯南得以回国。
比赛结束后，米涅娃在赛后的新闻发布会上称自己胜利的原因是“福尔摩斯的弟子”，并亲自送小兰一行人回国，同时感谢小兰发来的“0是一切的开始”的邮件。

## 登场角色

### 原作角色
| 角色       | 配音員     | 配音員 |
| 角色       | 日本       | 臺灣   |
| ---------- | ---------- | ------ |
| 江戶川柯南 | 高山南     | 蔣篤慧 |
| 工藤新一   | 山口勝平   | 劉傑   |
| 毛利蘭     | 山崎和佳奈 | 魏晶琦 |
| 毛利小五郎 | 小山力也   | 魏伯勤 |
| 阿笠博士   | 緒方賢一   | 吳文民 |
| 灰原哀     | 林原惠美   | 魏晶琦 |
| 工藤優作   | 田中秀幸   | 吳文民 |
| 工藤有希子 | 島本須美   | 楊凱凱 |
| 榎本梓     | -          | -      |

### 本作事件角色
| 角色                                                | 配音員          | 配音員   | 簡介 |
| 角色                                                | 日本            | 臺灣     | 簡介 |
| --------------------------------------------------- | --------------- | -------- | --- |
| 米涅娃·格拉斯 ミネルバ・グラス Minerva Glass        | 留美子·瓦恩斯   | 楊凱凱   | 連續4年世界排名第一的網球選手，享有“草地女王”的稱號。平常出門會帶著墨鏡隱藏身分。                                            |
| 阿波羅·格拉斯 アポロ・グラス Apollo Glass           | 熊井統子        | 魏晶琦   | 米涅娃的弟弟，是個聰明的小男孩。告訴柯南暗號，一直當柯南是福爾摩斯的徒弟。                                                   |
| 亞雷斯·艾西禮 アレス・アシュレイ Ares Ashley        | 细井治          | 魏伯勤   | 網球运动员，米涅娃的前教练兼男友。                                                                                           |
| 朱諾·格拉斯 ジュノ・グラス Juno Glass               | 克里斯泰勒·夏里 | 蔣篤慧   | 米涅娃和阿波羅的母亲，双目失明。                                                                                             |
| 黛安娜·金斯頓 ダイアナ・キングストン Dianna Kingstone | 瑞秋·華爾澤     | 原音呈現 | 英国富豪，邀请主角们前来伦敦。                                                                                               |
| 德蜜特·鮑爾 デメテル・バウアー Demeter Bauer        | 丸田麻里        | 蔣篤慧   | 世界排名第二的網球選手。 |
| 哈迪斯·薩巴拉 ハーデス・サバラ Hades Sabara         | 菅原正志        | 劉傑     | 制造连环爆炸案的炸弹犯，將给自己母亲治病的費用下注在米涅娃身上，但米涅娃在比赛上失利导致母亲未能接受治疗而去世因而懷恨在心。 |

## 暗号

### 哈迪斯的暗号
| 中文                             | 日文 | 英文                                                                   |
| -------------------------------- | ---- | ---------------------------------------------------------------------- |
| 轰鸣的钟声将我唤醒               |      | A rolling bell rises me                                                |
| 我是住在城堡里的长鼻魔法师       |      | I'm a long nosed wizard in a castle                                    |
| 用以果腹的是冰冷如尸体的煮鸡蛋   |      | My portion is a chilled boiled egg like a corpse                       |
| 最后一口吞掉腌黄瓜就够了         |      | I finish up with a whole pickle                                        |
| 对了，要提前订好庆祝用的蛋糕     |      | Now I remember to ask a cake to cerebrate inadvance                    |
| 再次响起的钟声勾起了我内心的憎恶 |      | It rings again for my hatred                                           |
| 终结一切吧，用双剑贯穿白色的背部 |      | It tells me to finish everything piercing a white back with two swords |

- 暗号解读：
  1. “轰鸣的钟声将我唤醒”在本作中指的是大本钟的钟声。小兰和小五郎于威斯敏斯特桥上找到一个没有盖子的排水口，其上标注有“The Valley of Fear”字样，并从河里打捞出了排水口盖子，上面写着字母“A”。
  2. “我是住在城堡里的长鼻魔法师”在本作中指的是象堡站。在车站附近有一个拿着公文包来回走的男子，随剧情发展在他的裤子内侧发现了字母“U”。
  3. “用以果腹的是冰冷如尸体的煮鸡蛋”在本作中指的是外形酷似鸡蛋的伦敦市政厅。小兰和小五郎找到扔在附近的人偶，拔掉人偶的头后发现字母“T”。
  4. “最后一口吞掉腌黄瓜就够了”在本作中指的是外形酷似腌黄瓜的聖瑪莉艾克斯30號大樓，小兰和小五郎在附近找到掉落在地上布满奇怪划痕的笔，通过将拔下来的两头的笔盖对接，发现字母“N”。
  5. “对了，要提前订好庆祝用的蛋糕”在本作中指的是外形酷似蛋糕的圣詹姆斯宫。在教堂附近，一个戴着太阳镜的神秘女人[注 5]将一张纸扔到地上，上面写着“A Scandal in Bohemia”。本作主角将这张纸浸泡在水中，得到字母“S”。
  6. “再次响起的钟声勾起了我的憎恶”在本作中指的是大本钟，但A仅需要一次，故略去。
  7. “终结一切吧，用双剑贯穿白色的背部”在本作中指的是梅森瓷器（英语：Meissen porcelain）店。根据店员的提示，在店里的装饰上，小兰等人找到了用红线拴住的铃铛，发现字母“R”
  8. 通过字母组合，得到英文单词”Saturn”（土星）。在英语中，Saturday这个单词来源于罗马神话中的农耕之神“Saturn`s”，因此在本作中哈迪斯准备在周六下手。在本作的暗号中七句话所表示的七个地点在地图上依次连接后的图形为网球球拍的形状，因此哈迪斯在本作中的作案地点为週六举行的比赛地点—— 温布尔登中央球场。

### 米涅娃的暗号
本作中米涅娃知情后于比赛中通过击球的落点传递盲文拼出“HELP”求救，从而被柯南注意到异常。在柯南表示可以对其进行帮助后，米涅娃继续打出盲文“GAME SET DEATH MOM”，从而告知柯南哈迪斯的目标是其母亲朱诺·格拉斯。

## 创作
《名侦探柯南》漫画作者青山剛昌在2003年时曾表示考虑在漫画中引入以伦敦为舞台的故事。为此，青山本人曾前往伦敦，访问了故事中出现的各个地点，对于未曾涉足的地方则使用谷歌地图来查看。在旅行途中，青山记录了故事中的重要场景，比如大本钟附近的电话亭以及威斯敏斯特桥上写有"恐怖谷" 字样的井盖。青山还将英语融入了故事中，增加了解开暗号的难度。另外，作品中的职业网球选手米涅娃·格拉斯以施特菲·格拉夫为原型创作。同时，柯南在比赛中向米涅娃喊话的情节致敬了1996年温布尔登网球锦标赛上女子单打比赛时，格拉夫的粉丝从观众席上向她求婚的场面。新一告白的话则是考虑到了体现夏洛克·福尔摩斯所缺乏的人际关系能力以及“棘手的疑难案件”这一句话而创作的。

## 动画化
动画《名侦探柯南》第616话 - 第621话《福尔摩斯的默示录》于2011年5月21日 - 6月25日在日本电视台系列播出，后来被收录于2012年3月23日发售的第3卷及同年4月27日发售的第4卷DVD中。
本作在日本关东地区的平均收视率分别为《名侦探的弟子》7.2%、《Love is 0》8.6%、《撒旦》9.4%、《Code break》8.8%、《草地女王》9.9%、《0 is Start》7.9%，均位列当周第六。

## 音乐
|    | 曲名                 | 作詞     | 作曲     | 編曲     | 演唱     | 備註                                               |
| -- | -------------------- | -------- | -------- | -------- | -------- | -------------------------------------------------- |
| OP | 《Don't Wanna Lie》  | 稻叶浩志 | 松本孝弘 | B'z      | B'z      | 此曲同时作为《名侦探柯南：沉默的15分钟》的主题曲。 |
| ED | 《月夜の悪戯の魔法》 | DAIGO    | AKIHIDE  | BREAKERZ | BREAKERZ |                                                    |

## 制作人员
- 原作 - 青山刚昌
- 企画 - 诹访道彦
- 角色设计 - 須藤昌朋
- 美术监督 - 东润一
- 摄影监督 - 小川隆久
- 音响监督 - 浦上靖夫（日语：浦上靖夫）、浦上慶子（日语：浦上慶子）
- 音楽 - 大野克夫
- 编集 - 冈田辉満
- 故事编辑 - 飯岡順一（日语：飯岡順一）
- 色彩设计 - 海锋重信
- 制作担当 - 藤堂真孝
- 制作人 - 北田修一、山川刚史
- 助理制作人 - 浅井认（日语：浅井認）
- 首席制作人 - 诹访道彦、吉冈昌仁（日语：吉岡昌仁）
- 导演 - 地紘仁
- 美术 - 居垣宏
- 整音 - 山本寿
- 音响效果 - 横山正和（日语：横山正和）、横山亚纪（日语：横山亜紀）
- 广告 - 竹村麻美、瀬野尾光则
- 标题 - 田上淑子
- 文艺担当 - 小宅由贵惠
- 设定制作 - 下村弘树
- 动画制作 - 东京电影新社
- 制作 - ytv、东京电影新社

| 职务      | 名侦探的弟子 | Love is 0          | 撒旦       | Code break                     | 草场女王                     | 0 is Start         |
| --------- | ------------ | ------------------ | ---------- | ------------------------------ | ---------------------------- | ------------------ |
| 构成·分镜 | 金崎贵臣     | 金崎贵臣           | 影山楙伦   | 影山楙伦                       | 大宙征基                     | 大宙征基           |
| 演出      | 户泽稔       | 山崎茂             | 镰仲史阳   | 池田智美                       | 黑田晃一郎                   | 吉村章             |
| 作画监督  | 广中千惠美   | 河村明夫           | 岩井伸之   | 石井裕美子、宫井加奈、熊田亚辉 | 山本道隆                     | 大友健一、永野美春 |
| 作画监修  | 牟田清司     | 牟田清司           | 牟田清司   | 牟田清司                       | 牟田清司                     | 牟田清司           |
| 配角设计  | 永野美春     | 永野美春           | 永野美春   | 永野美春                       | 永野美春                     | 永野美春           |
| 道具设计  | 宍户久美子   | 宍户久美子         | 宍户久美子 | 宍户久美子                     | 宍户久美子                   | 宍户久美子         |
| 美术设定  | 高桥武之     | 高桥武之           | 高桥武之   | 高桥武之                       | 高桥武之                     | 高桥武之           |
| 制作进行  | 鱼田孝浩     | 西田恒行、原屋哲朗 | 仲间淳子   | 坪井大辅                       | 西田恒行、金田祥成、堀江敏明 | 鱼田孝浩           |
| 制作协助  |              | BIGBANG            |            | 株式会社 神乐                  |                              |                    |

## 评价
《名侦探柯南》单行本第71卷收录了本案件绝大部分，其在发售第一周销售额超过26万册。2011年5月销售额达到了526,693册，在2010年11月22日到2011年5月22日间发售的漫画销量排行榜位列21名。收录该篇章的两张DVD均出现在Oricon排行榜上，动画各集在各自放映周的动画收视率排行榜均位列第六。
Manga-News从多个角度给予了积极的评价。
- 在充满魅力的情节中穿插介绍了夏洛克·福尔摩斯和温布尔登网球锦标赛等伦敦地方特色；
- 对于犯人哈迪斯·萨巴拉的刻画；
- 读者期待已久的新一和兰的恋爱故事。

其中，新一的告白并不是按时间顺序，而是利用回忆来倒叙的表现方式并没有得到很好的评价。动漫乐园评价《名侦探柯南》第71卷为自第59卷以来的佳作。。

## OVA 来自伦敦的秘令！
《名侦探柯南：来自伦敦的秘令！》（日语：名探偵コナン ロンドンからのマル秘指令！）是名侦探柯南动画的第11部OVA。于2011年作为《週刊少年Sunday》订阅者全员服务发售，此OVA为《名侦探柯南：福尔摩斯的默示录》的外传。这也是是第一部描绘原作番外篇的OVA作品。标题中“秘”标记为“㊙︎”。

### 剧情简介
在江户川柯南和阿笠博士前往英国的这段时间里，灰原哀在吉田步美家暂住。圆谷光彦在姐姐朝美的旧杂志上看到了与灰原长相酷似的格蕾丝·艾哈拉的相关报导。就在此时，柯南致电光彦要求他阻止灰原靠近博士家。另一边，一个戴着墨镜的黑衣男子在少年侦探团的照片中留意到了灰原哀。
光彦邀请小岛元太到家中，给他看有格蕾丝照片的杂志。结合柯南的电话，光彦推理格蕾丝和灰原哀是同一个人。因为以前她说过自己曾在美国留学，母亲是英国人。光彦担心灰原哀遇到危险，便和元太一起去步美的家。
灰原哀和吉田步美化妆后前往米花车站对面的超市买花生酱和蓝莓酱。同时，光彦也推理出了灰原的“真实身份”，认为其就是格蕾丝·艾哈拉，便决定一同跟踪灰原和步美。同时跟踪灰原和步美的还有两道黑影。
从店里出来的灰原哀和步美，被身着黑衣的男子和女子夹在中间搭讪。男人正要从夹克内侧拿出什么东西的时候，被光彦和元太阻止了，注意到了骚动的巡查也赶了过来。经过解释得知二人是星探，为了招募童星而跟踪长相与格蕾丝相似的灰原哀。误会解开后，女人邀请灰原哀和吉田步美做童星，但遭到拒绝。
回来的路上，元太说看到冲矢昴出现在阿笠邸里。听到这个，灰原哀立即跑回家，询问冲失理由。得知冲失被博士拜托去取快递，快递里面是博士瞒着灰原哀而购买的的花生酱和蓝莓果酱。柯南之所以委托光彦，是为了不让这件事被灰原哀知道。最后，五人进入了工藤邸，用花生酱和蓝莓果酱做了三明治一同食用。

### 登场人物

#### 原作角色
| 角色       | 配音員     |
| ---------- | ---------- |
| 江户川柯南 | 高山南     |
| 工藤新一   | 山口胜平   |
| 阿笠博士   | 绪方贤一   |
| 灰原哀     | 林原惠美   |
| 吉田步美   | 岩居由希子 |
| 圆谷光彦   | 大谷育江   |
| 小岛元太   | 高木涉     |
| 冲失昴     | 置鲇龙太郎 |
| 圆谷朝美   | 大谷育江   |

#### 原创角色
黑川 耀司
配音 - 柴本浩行
演艺制作公司“TMS代理”的男性经理。留意到相貌类似格蕾丝·艾哈拉的少女灰原哀，于是尾随灰原哀和一行的步美。
清野 千春
配音 -  新井里美
演艺制作公司“TMS代理”的女性经理。受黑川委托而帮忙观察灰原哀和吉田步美。
格蕾丝·艾哈拉
于美国电视剧中经常出现的少女艺人。容貌和灰原哀相似，母亲是英国人父亲是日本人这一点也一致。但年龄与现在自称7岁的灰原不同，格蕾丝在1年前照片刊登杂志时已经8岁了。喜欢花生酱和蓝莓果酱三明治。
派出所巡査
配音 - 田中一成
米花警察署米花站前派出所的男性巡査。

### 主题歌
| 曲名                 | 作詞  | 作曲    | 編曲     | 演唱     |
| -------------------- | ----- | ------- | -------- | -------- |
| 《月夜の悪戯の魔法》 | DAIGO | AKIHIDE | BREAKERZ | BREAKERZ |

### 制作人员
- 原作 - 青山剛昌
- 执行制作人 - 横田清
- 脚本 - 古内一成
- 构成・演出 - 鎌仲史陽
- 角色设计 - 須藤昌朋
- 副角色设计・作画监督 - 佐佐木惠子（日语：佐々木恵子）
- 动画检査 - 高橋徳詔
- 色彩设计 - 海鋒重信
- 色彩检查 - 田中惠梨香
- 特殊效果 - 林好美
- 美术监督 - 阿部幸惠
- 美术设定 - 高橋武之
- 摄影监督 - 小川隆久
- 编集 - 岡田輝満
- 音乐 - 大野克夫
- 音响监督 - 浦上慶子
- 音响效果 - 横山正和
- 混音 - 山本寿
- 助理混音 - 村越直
- 标题 - 田上淑子
- 制作进行 - 小松惠太
- 制作人 - 小林弘明
- 首席制作人 - 吉岡昌仁
- 动画制作 - 东京电影新社
- 导演 - 地紘仁
- 制作 - 小学館、TMS娱乐